# Олизар, Густав Филиппович
Граф Густав Филиппович Олизар (пол. Gustaw Henryk Atanazy Olizar; 3 мая 1798, Коростышев Радомышльского уезда Киевской губернии — 2 января 1865, Дрезден) — польский поэт, публицист, мемуарист, общественный деятель. Первый владелец крымского имения Артек, переименованного им в Кардиатрикон («лекарство сердца»).

## Биография
Представитель шляхетского рода герба Радван Совитый. Сын подчашия Великого княжества Литовского Филиппа-Нереуша Олизара и Людвики урождённой Немирович-Щит, дочери Кшиштофа Немировича-Щита. Брат Нарцисса Олизара (мемуариста, политического деятеля) и Аделайды, жены графа Константина Пржездецкого. Дядя историка Александра Пржездецкого.
Воспитывался в житомирской гимназии, с 1808 г. обучался в Кременецком лицее. Не окончив курса, уехал в Италию с больным отцом. С 1814 г. жил в Кременце. После смерти отца унаследовал обширное имение Коростышев, в котором хозяйничал с 1816 года, активно занимаясь общественной жизнью, в частности, как сторонник освобождения крепостных крестьян.
В 1821 г. был избран волынским губернским предводителем дворянства (маршалком), но из-за молодого возраста не утверждён губернатором. В том же году избран киевским губернским предводителем дворянства и занимал эту должность до июня 1824 г. В стихах оплакивал потерю Польшей независимости. Вступил в масонские ложи «Совершенная тайна» (в Дубно) и «Увенчанная добродетель» (в Киеве).
В 1824 г. граф Олизар, к тому времени разведенный, посватался к юной Марии Раевской, но получил от её отца отказ, основанный на близости жениха с польскими патриотическими кругами: «Различие наших религий, способов понимать взаимные наши обязанности, — сказать ли вам наконец? — различие национальностей наших, — всё это ставит непроходимую преграду меж нами», — писал ему Н. Н. Раевский.
Олизар неоднократно встречался с Пушкиным в Кишинёве, Каменке, Киеве. В 1822 г. передал поэту написанное им большое стихотворное послание на польском языке. В ответ Пушкиным было написано утешительное послание Олизару (1824), идея которого состояла в том, что поэзия преодолевает национальные различия и предрассудки и для неё нет государственных границ. По поводу неудачного сватовства там говорится:

И наша дева молодая,

Привлекши сердце поляка,

Не примет, гордостью пылая,

Любовь народного врага.

В поисках утешения Олизар поехал в Крым и убедил татар продать ему за 2 рубля серебром пустынную местность у подножия горы Аю-Даг, где он высадил виноградники и масличные деревья. Со временем площадь имения возросла до 200 десятин. Уединившись на берегу моря, граф Олизар воспевал в стихах свою Амиру (то есть Марию), сравнивая её с Беатриче. Перестроенный дом графа сохранился на территории детского лагеря «Горный».
В 1825 г. в имении Олизара побывал Адам Мицкевич, который стал его другом и посвятил ему свой сонет «Аю-Даг». Некогда популярная в науке версия о крымской встрече Олизара с А. С. Грибоедовым, якобы посетившим имение графа в один день с Мицкевичем, не подтверждается источниками.
По поручению польских тайных обществ граф Олизар поддерживал связи с Южным обществом декабристов. В январе 1826 г. из-за общения с М. П. Бестужевым-Рюминым, С. И. Муравьевым-Апостолом, В. Л. Давыдовым и другими заговорщиками был арестован в Киеве, доставлен в Санкт-Петербург и заключён в Петропавловскую крепость. В феврале 1826 г. — освобождён. Затем, в связи с двумя масонскими дипломами, обнаруженными в бумагах, потерянных Г. Олизаром по дороге домой, вторично арестован и отправлен из Киева в Варшаву. Вновь был оправдан и освобождён, но за ним был установлен секретный надзор.
Во время польского восстания (1830—1831), в подготовке которого Г. Олизар принимал участие, был выслан на жительство в Курск. В 1832 г. ему разрешено было выехать в Италию. Он вернулся из-за границы в 1836 г., жил в своих имениях Коростышеве и Горынке. Занимался организацией свадьбы Оноре де Бальзака со своей старой знакомой Эвелиной Ганской в Бердичеве в марте 1850 г.; был на их венчании шафером.
После восстания в Польше в 1863 г. уехал в Дрезден, где вновь встретил Марию Раевскую (тогда уже княгиню Волконскую): «Сон ли это? Снова увидеть Вас, дорогая княгиня! Значит, я не умру, не сказав Вам, что Вы были моей Беатриче…» Похоронен в Дрездене на римско-католическом кладбище.

## Браки и дети
В 1815 году в возрасте 17 лет женился на падчерице одного из генералов наполеоновской армии графине Каролине де Молло, в браке с которой родился сын Кароль (1815?-1859?) и дочь Людовика (1820-1882). После развода Каролина  вышла замуж за Фёдора Григорьевича Гогеля, в браке родилось 2 сына.
В 1830 году женился на графине Жозефине Ожаровской (1808—1896), дочери графа Каэтана Ожаровского, которая пережила его на треть века. Детей в браке не было, но воспитывали детей от первого брака Густава.

## Память
Памятник Густаву Олизару установлен в мае 1999 года в городе Коростышеве вблизи костела и городского парка. Автор работы - украинский скульптор Виталий Рожик.

## Сочинения
- Niesnaski Parnasu (1818)
- Jaksjada
- Pomieszanie Jarosza Bejły
- Мемуары // Pamiętniki (опубл. 1892)